# Kisüzemi sörfőzde

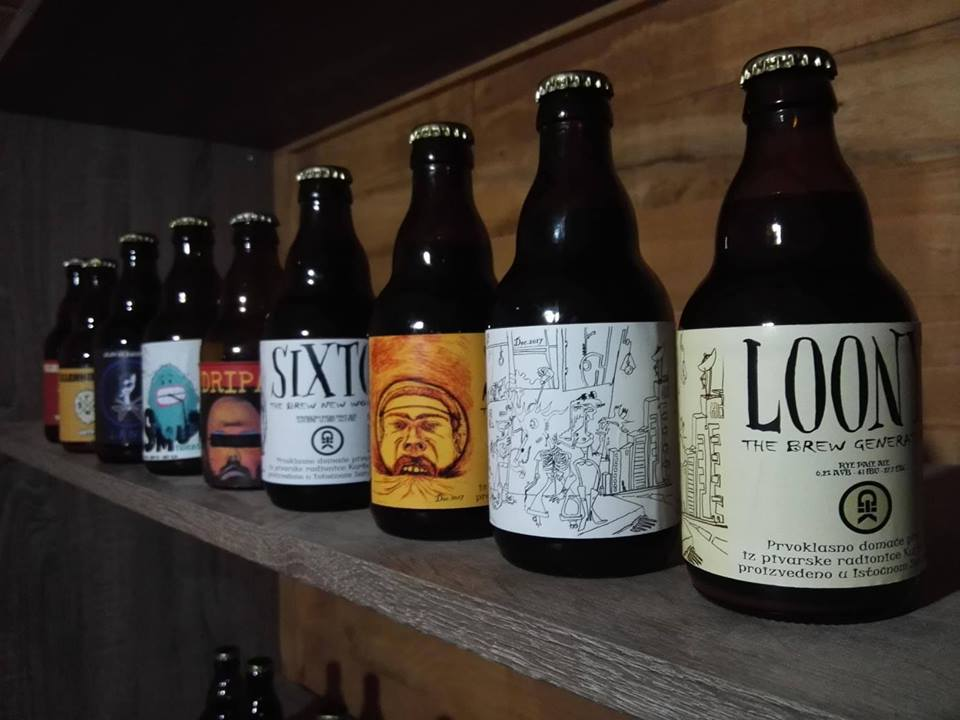
Kisüzemi sörök

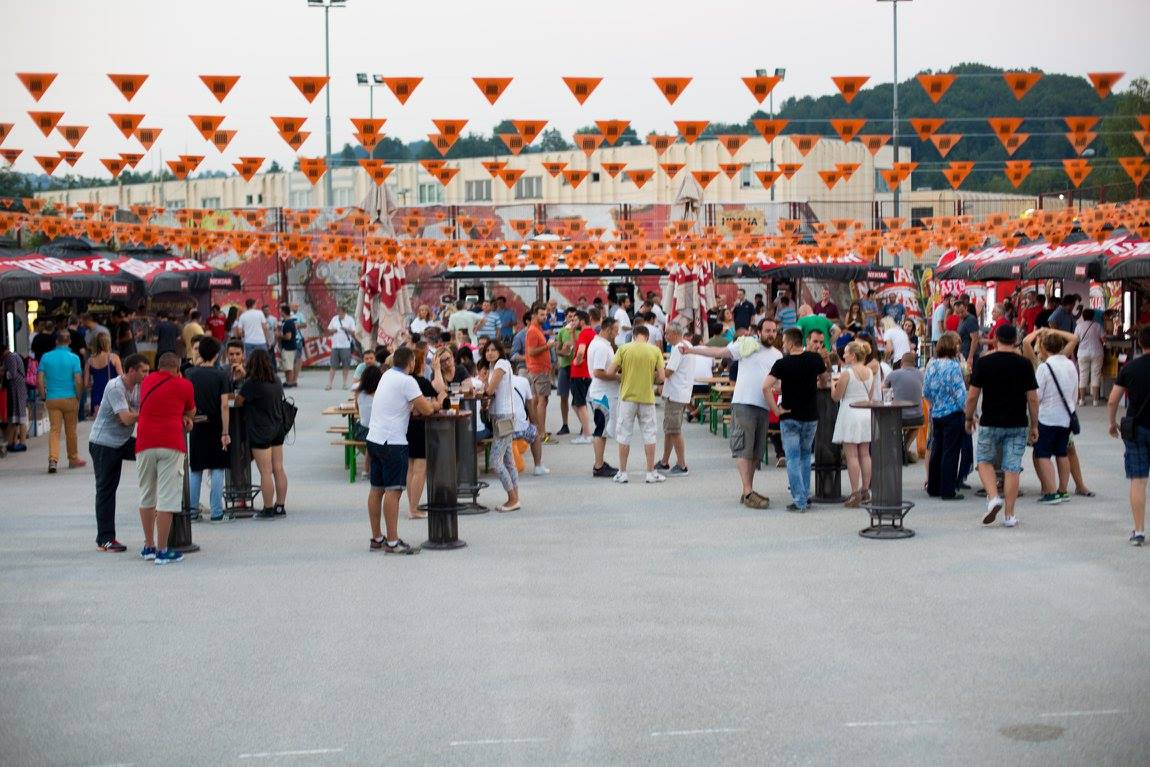
a Kistra nyári sörfesztivál

A kisüzemi sörfőzde olyan főzde, amelyben évi 15 000 hordónál (1,8 millió liternél) kevesebbet termelnek. Ebben az egzakt értelmében ez mennyiségi kategória, azonban marketing értéke miatt a kifejezést elkezdték minőségi kategóriaként, tehát a kézműves sör, sőt a kraft sör analógjaként használni, ami fogalmi káoszhoz vezetett.
A kisüzemi sörfőzde alkategóriái:
- mikrosörfőzde (< évi 5000 hordó),
- sörfőzde (szűkebb értelemben, évi 5000–15 000 hordó),[1]
- házi sörfőzde[3]

A fogalmak átfedésének markáns jeleként több főzde egyszerre tagja a Kisüzemi Sörfőzdék Egyesületének és a Kraft Sör Egyesületnek. — mindkét főzdetípus kisüzemi.

## A magyar jogrendben
2017 óta jogilag az a kisüzemi sörfőzde, amelyben évente kevesebb mint 20 000 000 liter sört állítanak elő. 2017 előtt800 000 liter volt az a határ, amely alatt a főzdék 50 % jövedéki adókedvezményt kaptak.

## Tartalmilag
A fogalom formálisan technológiai, tartalmilag azonban egy magasabb minőségre törekvést jelez. Az esetek nagy részében kötődik a termékhez legalább egy név, egy ember, aki büszkén, arccal vállalja a terméket, mint szenvedélyének eredményét. A kisüzemi termékeket többek között ez teszi mássá, személyessé és egyedivé.

## Házi sör
Házi sörnek a 90-es években, az első sörforradalom alkalmával megszaporodott otthoni sörfőző „mesterek” által készített italokat nevezték. Ezek minősége a legtöbb esetben kétes  és ingadozó volt,  amivel rontották a sörfőzés amúgy is megtépázott renoméját. Ezekben az időkben nem igazán a szakma, mint inkább az adórendszer hiányosságai vezették embereket a sörfőzés útjára. A kezdeti lendület nem tartott sokáig, a legkisebbek és a legkevésbé minőségi termékeket előállítókat gyorsan agyoncsapta a jövedéki adó kivetése. Voltak persze üdítő kivételek: Rizmajer, Fóti, Szent András… Ők azóta is szeretett szakmájukkal foglalkoznak és kisebb birodalmat építettek; mindmáig tevékenyen alakítják a hazai sörkultúrát.
Manapság házi sörnek az önmagunk vagy közvetlen környezetünk számra hobbiból, kíváncsiságból készített, kereskedelmi forgalomba nem kerülő, rendszerint nagyon kis mennyiségben előállított sört hívjuk. Számos sörös szaküzletben beszerezhetünk ún. sörcsomagokat, amelyekben minden, egy adott mennyiségű késztermékhez szükséges alkotó megtalálható leírással és recepttel, néha eszközökkel is. Ezekkel már egy átlagos konyhában, otthon is főzhetünk saját sört.